# 슬림 픽컨스

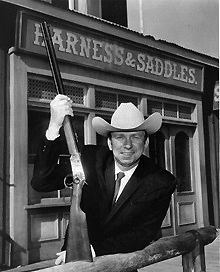

슬림 피컨스(Louis Bert Lindley Jr., 영어 발음: /ˈpɪkənz/, 1919년 6월 29일 ~ 1983년 12월 8일)는 미국의 배우이다.
머데스토에서 사망하였다.

## 출연 작품
- 핑크 모텔 (1983년)
- 디스 하우스 퍼제스트 (1981년)
- 하울링 (1981년)
- 톰 혼 (1980년)
- 블랙 홀 (1979년)
- 포세이돈 어드벤쳐 2 (1979년)
- 1941 (1979년)
- 스웜 (1978년)
- 더 샤도우 오브 치카라 (1977년)
- 상속자 (1977년)
- 마지막 우정 (1977년)
- 애플 덤플링 갱 (1975년)
- 하이웨이 인생 (1975년)
- 더 건 앤 더 풀핏 (1974년)
- 브레이징 새들스 (1974년)
- 관계의 종말 (1973년)
- 롤링 맨 (1972년)
- 롤링 맨 (1972년)
- 겟어웨이 (1972년)
- 케이블 호그의 발라드 (1970년)
- 윌 페니 (1968년)
- 스키두 (1968년)
- 마지막 선택 (1967년)
- 아이 포 아이 (1966년)
- 인 함스 웨이 (1965년)
- 해변으로부터 (1965년)
- 던디 소령 (1965년)
- 닥터 스트레인지러브 (1964년)
- 세비지 샘 (1963년)
- 애꾸눈 잭 (1961년)
- 태양은 밝게 빛난다 (1953년)

### 텔레비전
- 불타는 서부 - 78년 시리즈 (1978년)
- 사랑의 유람선 (1977년)
- 보난자 (1959년)
- 딜론 보안관 (1955년)
- 디즈니랜드 (1954년)
- 론 레인저 - 49년 시리즈 (1949년)